# Ronan Byrne
Ronan Byrne (17 de abril de 1998) es un deportista irlandés que compite en remo.
Ganó una medalla de plata en el Campeonato Mundial de Remo de 2019 y una medalla de bronce en el Campeonato Europeo de Remo de 2020, ambas en la prueba de doble scull.
Además, obtuvo una medalla de oro en el Campeonato Mundial de Remo de Mar de 2023.

## Palmarés internacional
| Campeonato Mundial | Campeonato Mundial   | Campeonato Mundial | Campeonato Mundial |
| Año                | Lugar                | Medalla            | Prueba             |
| ------------------ | -------------------- | ------------------ | ------------------ |
| 2019               | Ottensheim (Austria) | Medalla de plata   | Doble scull        |
| Campeonato Europeo |                      |                    |                    |
| Año                | Lugar                | Medalla            | Prueba             |
| 2020               | Poznań (Polonia)     | Medalla de bronce  | Doble scull        |